# Cá rồng châu Á
Cá rồng châu Á hay cá mơn (Scleropages formosus) là một loài cá nước ngọt, ở Việt Nam người ta thường biết chúng qua tên gọi là cá rồng. Trong thế giới cá cảnh, cá rồng châu Á là loại được xếp vào hàng đầu bởi vẻ đẹp, nét độc đáo và vấn đề tâm linh vì người ta cho rằng: Cá rồng là tượng trưng cho sự may mắn, phát tài lộc, đem lại hạnh phúc và xua đuổi tà ma làm cho phong thủy được tốt hơn. 

## Đặc điểm
Chưa có tài liệu nào nghiên cứu về sinh học của đối tượng này. Chỉ có một số quan sát về sinh sản được H.M.Smith (1945) nêu lên khi nghiên cứu cá mẫu ở Thái Lan. Trứng cá có kích thước to và số lượng ít, được ấp trong miệng cá bố cho tới khi trứng nở. Cá thường sống ở các hồ rộng hoặc các con sông rộng có dòng chảy chậm. Cá rồng là loài cá ăn tạp thức ăn của chúng gồm các loài côn trùng, một số loài cá nhỏ và cả ếch nhái. Đây là một loài có giá trị độc đáo về mặt khoa học và cả để nuôi làm cá cảnh.
Hiện nay cá rồng thiên nhiên còn rất ít đa số cá nuôi làm cảnh đều là thế hệ F2. Đây là loài cá rất hiếm. Theo các ngư dân cho biết loài cá này trước đây thỉnh thoảng đánh bắt được nhưng hiện nay hầu như không gặp nữa. Từ năm 1969 loài cá này được IUCN (Liên hiệp bảo vệ thiên nhiên quốc tế) bảo vệ. Có thể xem như ở mức E. Mức đe dọa: Bậc E. Hiện loài cá này mới được tìm thấy tại sông La Ngà thuộc Vườn quốc gia Cát Tiên tỉnh Đồng Nai vào ngày 10 tháng 10 năm 1998 và suối Sai, phân trường Bà Hào thuộc Lâm trường Mã Đà ngày 4 tháng 2 năm 2003.